# جوليا هيغينز
جوليا هيغينز (بالإنجليزية: Julia Higgins)‏ هي كيميائية بريطانية، ولدت في 1 يوليو 1942.